# Historiarum adversus paganos libri septem
Historiarum adversus paganos libri septem ("Siete libros de historia contra los paganos") o Historiae adversus paganos (traducido como Historia contra los paganos) es una obra historiográfica de Paolo Orosio, escrita en los años 417 y 418 y constituye la primera gran historia universal cristiana. En opinión de algunos investigadores, «si las Historias de Orosio tienen un interés actual es porque nos transmiten una concepción ideológica e histórica particular, una concepción del mundo propia de la Antigüedad Tardía.» La importancia de esta obra fue señalada en 1991 por Carmen Orcástegui y Esteban Sarasa al subrayar que «San Agustín, a través de Orosio, y Orosio, por San Agustín, son los fundadores de la Edad Media y, por tanto, de la historiografía medieval».

## Contexto histórico
Para ayudar a situar y comprender mejor el sentido de estas Historias es necesario conocer las circunstancias históricas, el trasfondo que sirvió de motivación para su redacción: «la caída de Roma en el año 410, el drama de la capital del Imperio en manos de un rey bárbaro, las disputas sobre la responsabilidad de dicha caída, las consecuencias psicológicas que generó, la sensación de impotencia, la crisis de la idea de eternidad del Imperio y de la propia romanitas.» Un aforismo que, aún en la actualidad se mantiene, «Roma, la ciudad eterna» tuvo por aquel entonces un mayor impacto y repercusión generando un amplio debate que suscito la búsqueda de causas y razones que habían llevado a tal situación. Muchos romanos pudientes buscaron refugio en el norte de África donde San Agustín les escuchaba y contra cuyos testimonios y afirmaciones, «como respuesta emprendió una cruzada antipagana» que le empujó en 412 a escribir su obra más conocida, la Ciudad de Dios. Tras él, su discípulo y cercano colaborador, Paulo Orosio, tratando de dar cobertura con las Historias a las tesis expuestas por el obispo de Hipona.

## Orígenes y finalidad

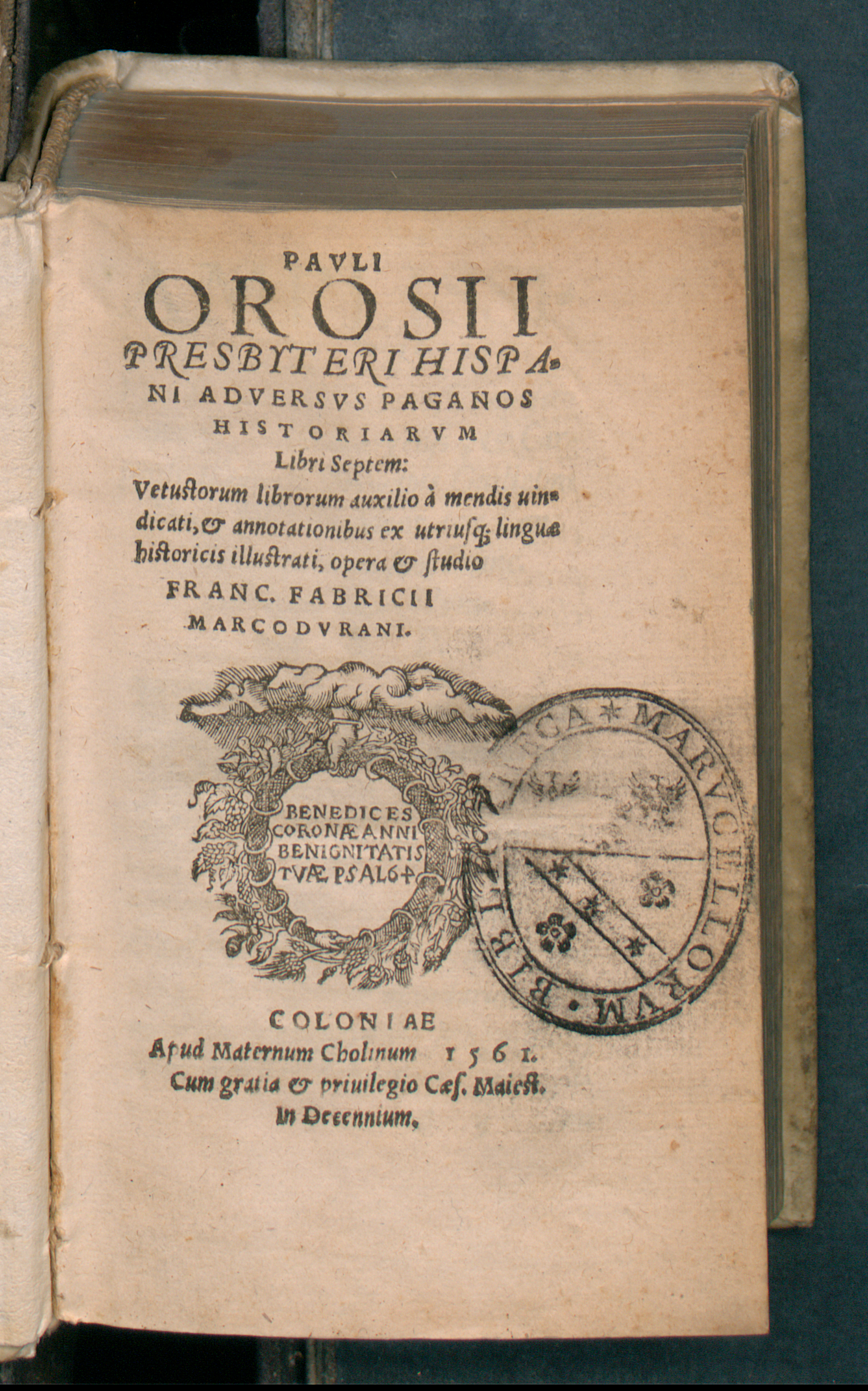
Historiae adversus paganos, 1561

Paolo Orosio escribió el tratado por mandato de San Agustín de Hipona y, obedientemente, deja su obra a su entera disposición:

«Praeceptis tuis parui, beatissime pater Augustine; atque utinam tam efficaciter quam libenter. Quamquam ego in utramvis partem parum de explicito movear, rectene an secus egerim. Tu enim iam isto iudicio laborasti, utrumne hoc, quod praeciperes, pos-sem: ego autem solius oboedientiae, si tamen eam voluntate conatuque decoravi, testimonio contentus sum».
«He obedecido tus mandatos, bienaventurado Padre Agustín, y ojalá lo haya hecho con tanta eficacia como buena voluntad. Sobre el resultado, poco me preocupa el saber si lo he hecho bien o mal. En efecto, tú ya habrás formado juicio sobre si yo era capaz o no de hacer lo que me mandabas: por mi parte, me contento con el testimonio de mi obediencia, si bien adornada de buena voluntad y esfuerzo».
Orosio, Hist. I, pról. 1-2

Constituye la primera historia universal cristiana (Patrología Latina, XXXI, 663-1174 o Ópera de Orosii, ed. Zangemeister, en "Corpus script. eccl. lat.", V, Viena, 1882), en siete libros diseñados como complemento de La ciudad de Dios (De civitate Dei) de San Agustín. En particular se trata de la ampliación del tercer libro, en el que San Agustín demuestra que el Imperio Romano no estaba protegido por dioses paganos, sino que había sufrido diversas calamidades tanto antes como después del auge del cristianismo como religión oficial. El libro sirve por ello para refutar la tesis pagana según la cual el abandono de los dioses romanos había sido la causa de las calamidades y desastres que habían conducido al saqueo de Roma y a la caída del Imperio Romano de Occidente.
San Agustín quiso que esta argumentación se apoyará en una obra histórica propia analizando en su totalidad la historia de todos los imperios y pueblos de la antigüedad, con la idea fundamental de que Dios y la Providencia determinan los destinos de las naciones. Según su teoría, dos imperios habían gobernado principalmente el mundo: Babilonia, en Oriente, y Roma, en Occidente. Roma había recibido la herencia de Babilonia a través de los imperios macedonio y cartaginés posterior. Por lo tanto, argumenta que hubo cuatro grandes imperios en la historia, una idea ampliamente aceptada y secundada durante la Edad Media.

## Estructura del contenido
Es la principal obra de Orosio. Pretende ser una historia universal, «aunque a partir de un cierto momento se convierte en historia exclusivamente romana.» Describe la historia humana desde la creación del mundo hasta el 417 d. C. Visto de otra manera, de los siete libros, los seis primeros abarcan hechos anteriores a Cristo mientras que el séptimo se ocupa de los hechos posteriores a Cristo.
1. El primer libro describe brevemente el mundo y traza su historia desde el Diluvio hasta la fundación de Roma.
2. El segundo narra la historia de Roma hasta el saqueo de la ciudad por los galos, de Persia hasta Ciro II y de Grecia hasta la Batalla de Cunaxa.
3. El tercer libro trata principalmente del imperio macedonio bajo Alejandro Magno y sus sucesores y de la historia romana contemporánea.
4. El cuarto libro lleva la historia de Roma hasta la destrucción de Cartago.
5. Los tres últimos libros tratan de la historia romana, desde la destrucción de Cartago hasta la caída de Roma y la época del autor.

La obra va precedida de un prólogo redactado tras su finalización y antepuesto hacia finales del año 417. Por el análisis de su contenido, se percibe una variación de «su antigua concepción sobre la historia de su tiempo y presenta indicios sobre el estado de su relación personal con el obispo de Hipona y de la valoración de éste sobre su trabajo histórico.»

## Relevancia posterior
Las Historiae fueron uno de los textos de historia antigua más acreditados de la Edad Media, siendo ampliamente aprovechado como compendio por Próspero de Aquitania, Jordanes, Gregorio de Tours, Beda el Venerable, Pablo el Diácono. Cuando Casiodoro (hacia el 560) la incluye «entre los libros de historiadores cristianos cuyo conocimiento consideraba indispensable» le otorgó un decisivo impulso para su auctoritas y para su difusión, hasta el punto de que «ninguna biblioteca monástica, escolar o universitaria podía permitirse el lujo de quedarse sin una copia.»
También tuvo gran influencia sobre Dante, en la Divina Comedia, y en la cultura árabe, siendo el único libro de historia escrito en latín conocido en el mundo islámico durante más de un milenio.
La obra, de hecho, se ha transmitido en más 200 manuscritos. En realidad, en un artículo de 1961 elaborado por J. M. Bately y J. A. Ross se publicó un inventario codicológico con 245 manuscritos donde no se incluyen una 35 ediciones impresas realizadas entre 1471 y 1737, fecha en la que Sigebert Haverkamp publica en Leyden la suya durante mucho tiempo después considerada la mejor.
Ha sobrevivido una traducción anglosajona del siglo IX vagamente abreviada de Alfredo el Grande, también conocida como el Orosio anglosajón. La traducción anglosajona de la Historiae adversus paganos, también conocida como la Orosio anglosajona (ed. H. Sweet, Londres, 1843), se cree que es obra del rey Alfredo (finales del siglo IX) y Guillermo de Malmesbury fue el primero en atribuir la traducción al rey Alfredo, aunque hay elementos dentro del texto que sugieren que se hizo una traducción por un merciano. La característica principal del texto anglosajón es que se ha traducido libremente: pocas partes se traducen fielmente, mientras que muchos pasajes del texto se han ampliado u omitido. Los pasajes más interesantes que sugieren los primeros intentos de prosa anglosajona pura son las historias de los dos viajeros Wulfstan y Ohthere.
Hay cuatro manuscritos que transmiten la traducción anglosajona de la Historiae adversus paganos de Orosio:
1. el conocido como Lauderdale o Tollemache (ms. British Library, Additional 47967);
2. el conocido como Cotton Tiberius (ms. British Library, Bi);
3. el conocido como el fragmento de Bodleian (ms. Oxford, Biblioteca Bodleian, Ing. hist. E. 49, 30481);
4. el conocido como el fragmento del Vaticano (ms. Ciudad del Vaticano, Biblioteca Apostólica Vaticana, Reg. Lat. 497, f. 71).

Bono Giamboni (c. 1240-1290) realizó una traducción al italiano por encargo de Messer Lamberto degli Abadi di Firenze (ed. Francesco Tassi, Florencia 1849); de esta traducción se deriva, a su vez, una traducción al aragonés impulsada por Juan Fernández de Heredia y realizada por Domingo de García Martín entre 1372-1377. De esta versión aragonesa, conocida por el marqués de Santillana, se elaboró en 1439 una traducción al castellano realizada por mano de Alfonso Gómez de Zamora. El manuscrito original en aragonés está actualmente en paradero desconocido aunque se conserva una copia realizada en papel en el siglo XV que perteneció a la biblioteca del Marqués de Santillana y ahora se guarda en la Biblioteca Nacional de España (Ms. 10200).
Además, como ya se ha mencionado, la obra fue el único libro de historia escrito en latín conocido en el mundo islámico durante más de un milenio. Traído a Córdoba como regalo oficial al califa omeya Al-Hakam II, fue traducido en al-Ándalus gracias a la ayuda de un autor cristiano y otro musulmán (Muhammad Quasim ben Asbag, Al-Bayyani). Fue el libro del que bebió casi toda la información útil para trazar una historia del mundo latino europeo, el gran historiador y filósofo de la historia Ibn Jaldún para redactar la Muqaddima ("Introducción") a su Kitāb al-ʿibar ("El libro de los ejemplos").
De acuerdo con el propósito apologético, se describen todas las calamidades sufridas por las diversas poblaciones. Aunque superficial y fragmentaria, la obra es valiosa porque contiene información contemporánea sobre el período posterior al 378.